# Úvodní znělka
Úvodní znělka nebo jen znělka je počáteční část pořadu, filmu či seriálu, která dílo uvádí. Jedná se o koncepční propojení obrazového díla s hudební znělkou a úvodními titulky. Úlohou je poutavým způsobem uvést dílo, jeho název a obvykle jména jeho hlavních tvůrců a producentů. Dílo ukončují závěrečné titulky.
U počítačových her se podobný útvar nazývá intro.